# Syngnathus schlegeli
Syngnathus schlegeli — вид лучепёрых рыб семейства игловых. Имеет удлинённое сегментированное тело. Максимальная длина тела 30 см, средняя — 20. Населяет северо-западную часть Тихого океана: от залива Петра Великого (Россия), на юг до Тонкинского залива. Морской и солоноватоводный демерсальный, а также океанодромный вид. Встречается на глубине до 15 м. Обычен в устьях рек, в зарослях с зостеры и другой растительности. Молодые особи обитают среди дрейфующих водорослей. Яйцеживородящая рыба. Самец носит икру в выводковой сумке под хвостом. Считается видом под наименьшей угрозой, безвреден для человека, используется в традиционной китайской медицине.